# Championa
Championa is een kevergeslacht uit de familie van de boktorren (Cerambycidae). De wetenschappelijke naam van het geslacht werd voor het eerst geldig gepubliceerd in 1880 door Bates.

## Soorten
Championa omvat de volgende soorten:
- Championa aliciae Noguera & Chemsak, 1997
- Championa aurata Bates, 1880
- Championa badeni Bates, 1892
- Championa chemsaki Martins & Napp, 1992
- Championa ctenostomoides Bates, 1885
- Championa elegans Chemsak, 1967
- Championa suturalis Chemsak, 1967
- Championa westcotti Noguera & Chemsak, 1997